# Hyde Lea
Hyde Lea est un village et une paroisse civile du Staffordshire, en Angleterre.